# Toulel
Toulel es una comuna o municipio del departamento de Maghama, en la región de Gorgol, en Mauritania. En marzo de 2013 presentaba una población censada de 8604 habitantes.
Se encuentra ubicada al suroeste del país, sobre el desierto del Sahara, cerca de la frontera con Senegal.